# Watch Out (canção de Alex Gaudino)
Watch Out é um single de Alex Gaudino, apresentando vocais de Shèna, lançado em 28 de janeiro de 2008. É o terceiro single lançado do seu álbum de estreia My Destination.

## Faixas
- 12" Maxi (Rise)

1. Watch Out (Extended Mix) - 7:14
2. Watch Out (Jason Rooney Remix) - 7:41
3. Watch Out (Nari & Milani Remix) - 6:47
4. Watch Out (Robbie Rivera Remix) - 7:18

- CD-Maxi (Ministry Of Sound)

1. Watch Out (Radio Edit) - 2:59
2. Watch Out (Extended Mix) - 7:16
3. Watch Out (Nari & Milani Remix) - 6:49
4. Watch Out (Jason Rooney Remix) - 7:41

- CD-Single (Spinnin')

1. Watch Out (UK Radio Edit) - 2:56
2. Watch Out (Mac Project Remix) - 6:24
3. Watch Out (Nari & Milani Remix) - 6:47
4. Watch Out (Robbie Rivera Remix) - 7:19
5. Watch Out (UK Club Mix) - 7:12

## Créditos pessoais
- Vocais – Tracey Elizabeth McSween
- Compositores – Jerma (sem créditos) Chip Carpenter, James Johnstone, Simon Underwood, Chris Lee, Roger Freeman, Ollie Moore, Chris Hamlin
- Produtor – Alex Gaudino